# Lubienieccy herbu Rola

Herb Rola

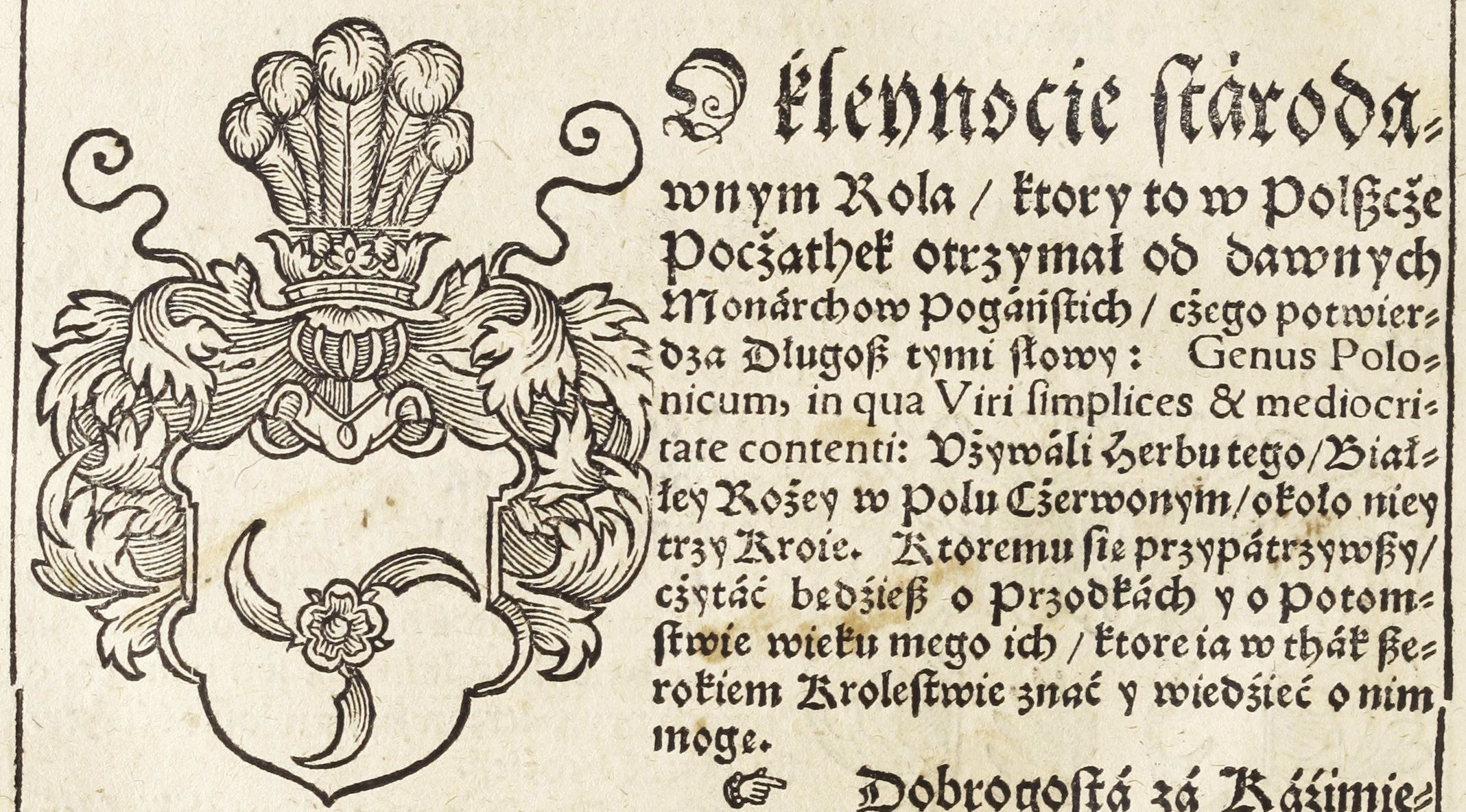
Opis herbu Rola w dziele Bartosza Paprockiego Herby rycerstwa polskiego, Kraków 1584

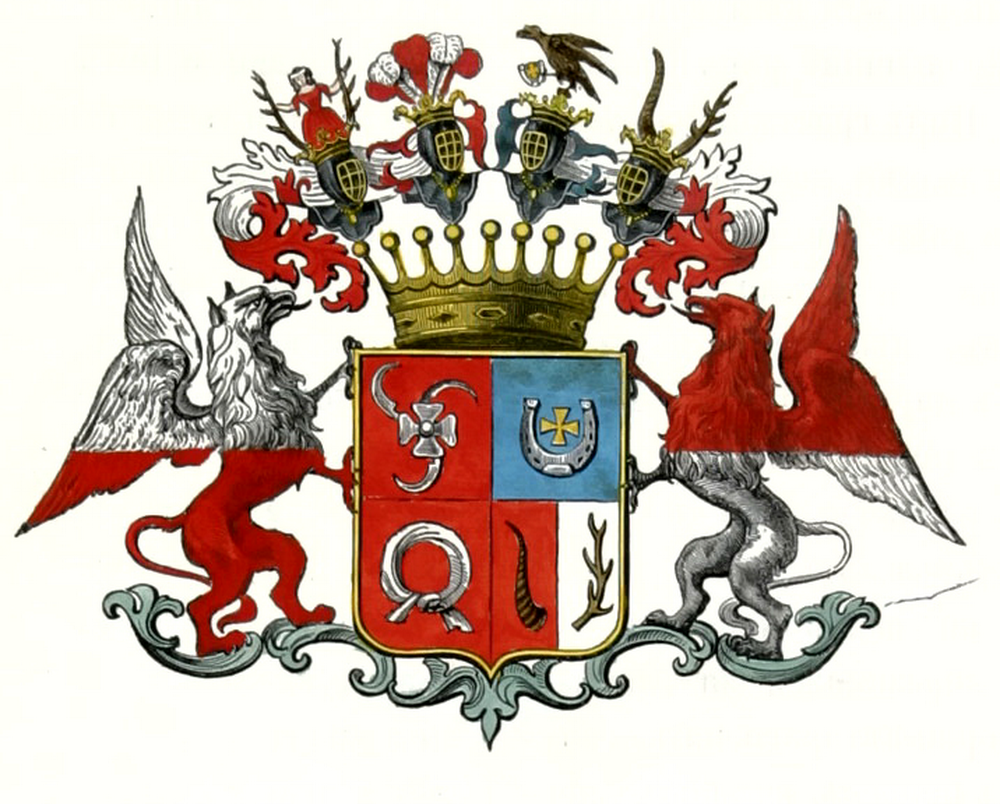
Herb hrabiowski nadany Augustynowi, Kajetanowi i Janowi Kantemu Lubienieckim w 1783

Lubienieccy herbu Rola – polski ród szlachecki i ziemiański, wywodzący się ze wsi Lubieniec na Kujawach.  
Ich protoplastą był żyjący na przełomie XIII i XIV w. rycerz Dominik zwany Rolą. W XVI w. niektórzy z Lubienieckich wsparli ruch ariański, w którego dziejach ważną rolę odegrał Stanisław (1623–1675), skazany na banicję astronom, autor przełomowego dzieła o kometach, na którego cześć jeden z kraterów Księżyca nazwano Lubieniecki. Jego synowie Teodor i Krzysztof odznaczyli się natomiast w historii sztuki jako malarze.   
W rodzie był jeden senator: kasztelan czechowski Augustyn (l. 1750–1759), choć tradycyjnie utrzymywano, że był nim również żyjący w XVIII w. Dominik, jako kasztelan połaniecki. Dominikanin Jan Mikołaj Lubieniecki był biskupem bakowskim w Mołdawii (którzy jednak nie wchodzili do senatu) w l. 1711-1714. 
W latach 1782–1783 czterem Lubienieckim nadano galicyjski tytuł hrabiowski. Najbardziej rozrodzona była gałąź hrabiowska po Janie Kantym (1764–1845), właścicielu m.in. Balic na Kielecczyźnie, której potomkowie w linii męskiej żyją do dziś. Hrabiowie Lubienieccy weszli w związku małżeńskie z takimi rodzinami jak: Konarscy, Rostworowscy, Morsztynowie, Łosiowie, Broel-Platerowie, Drohojowscy, Michałowscy, Bobrowscy, Mieroszewscy. Potomkiem rodu po kądzieli był Henryk Dobrzański ps. Hubal (syn Marii z hr. Lubienieckich).  
Z historią rodziny Lubienieckich z Balic związany jest tzw. Tryptyk Łagiewnicki (dawniej w Balicach, potem w posiadaniu ich potomków po kądzieli w Łagiewnikach, ob. w katedrze kieleckiej).  

## Podobizny przedstawicieli

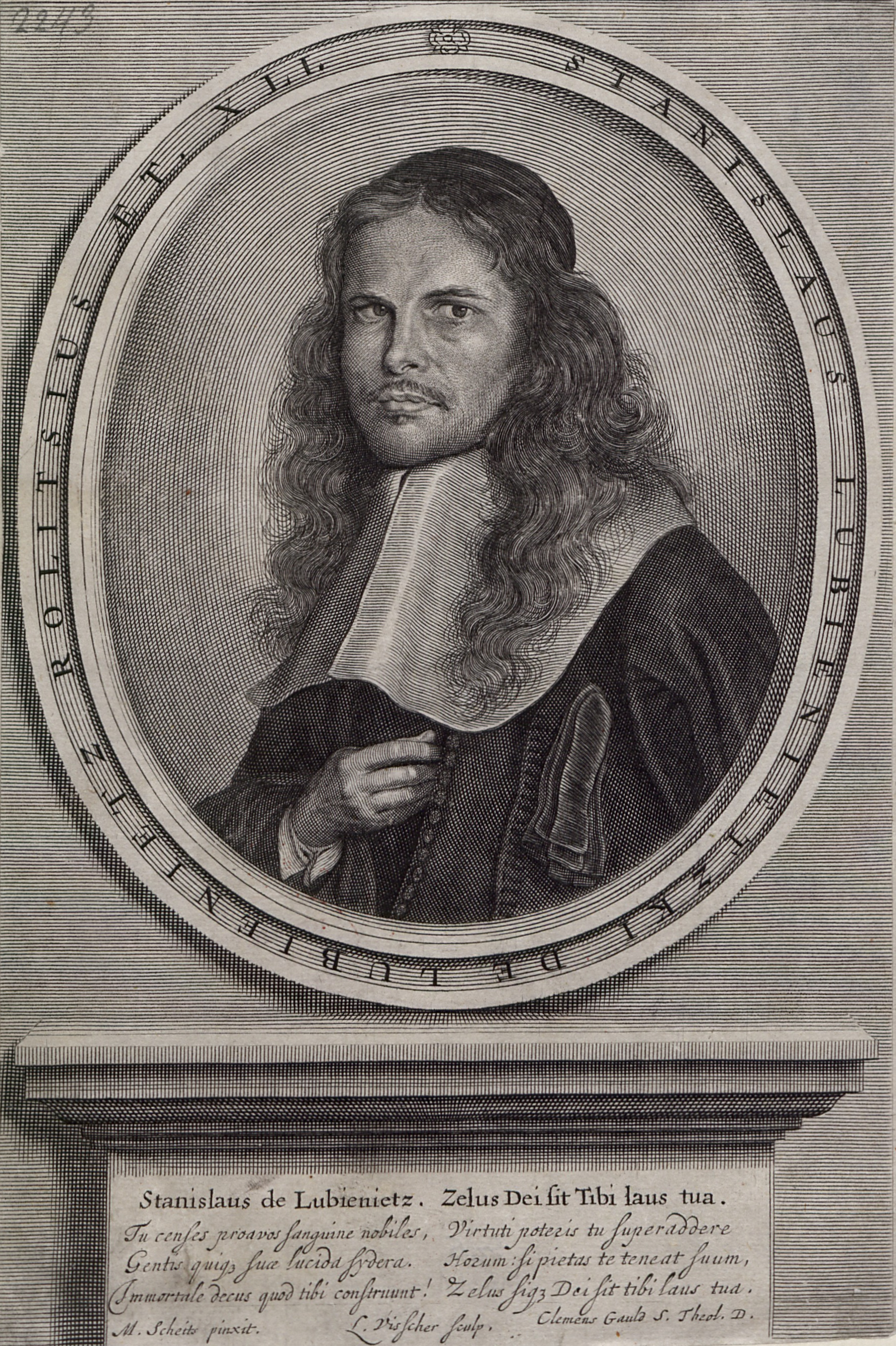
Stanisław Lubieniecki (1623-1675), działacz ariański i astronom
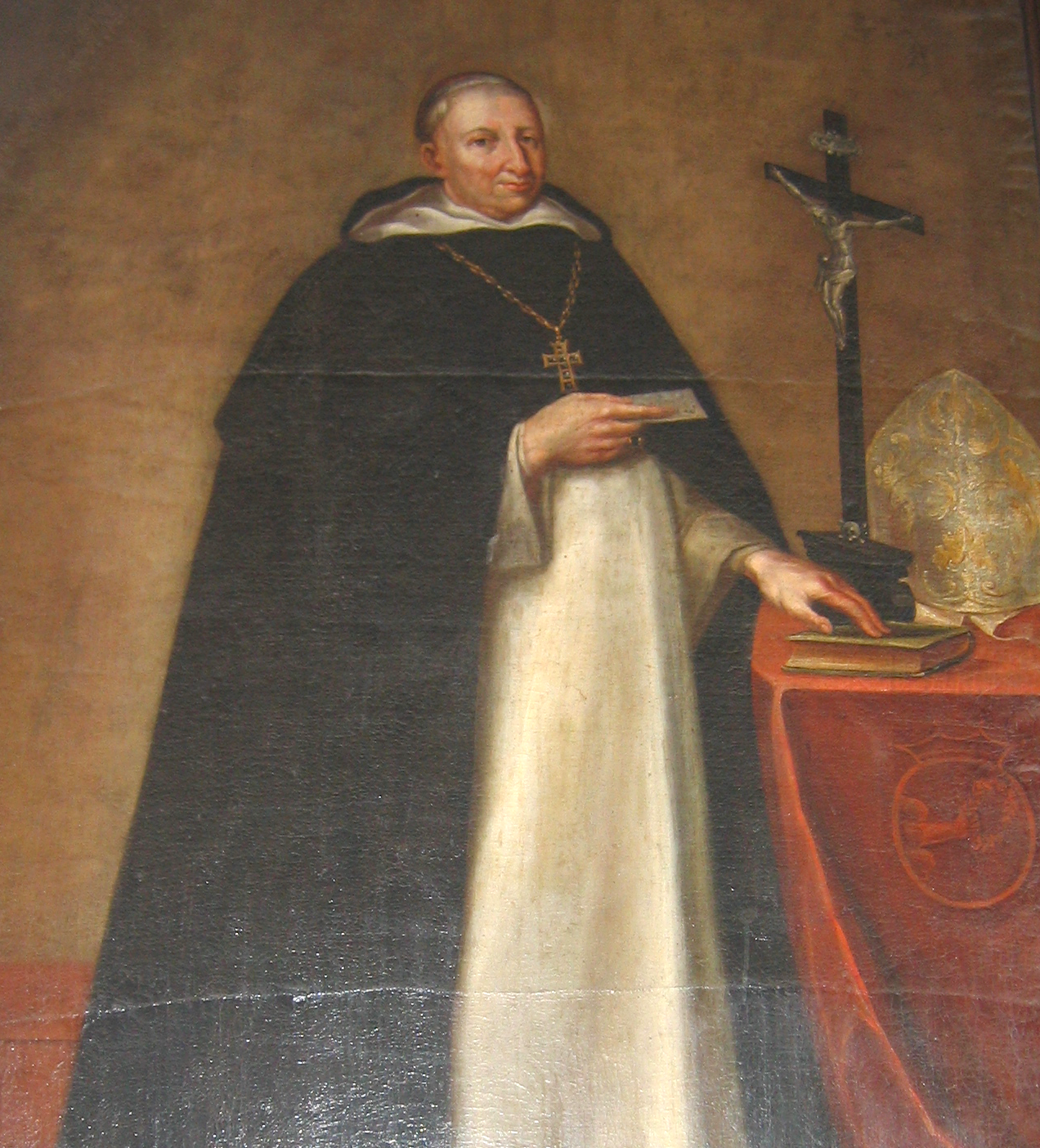
Jan Damascen Lubieniecki (ok. 1651-1714), dominikanin, biskup bakowski
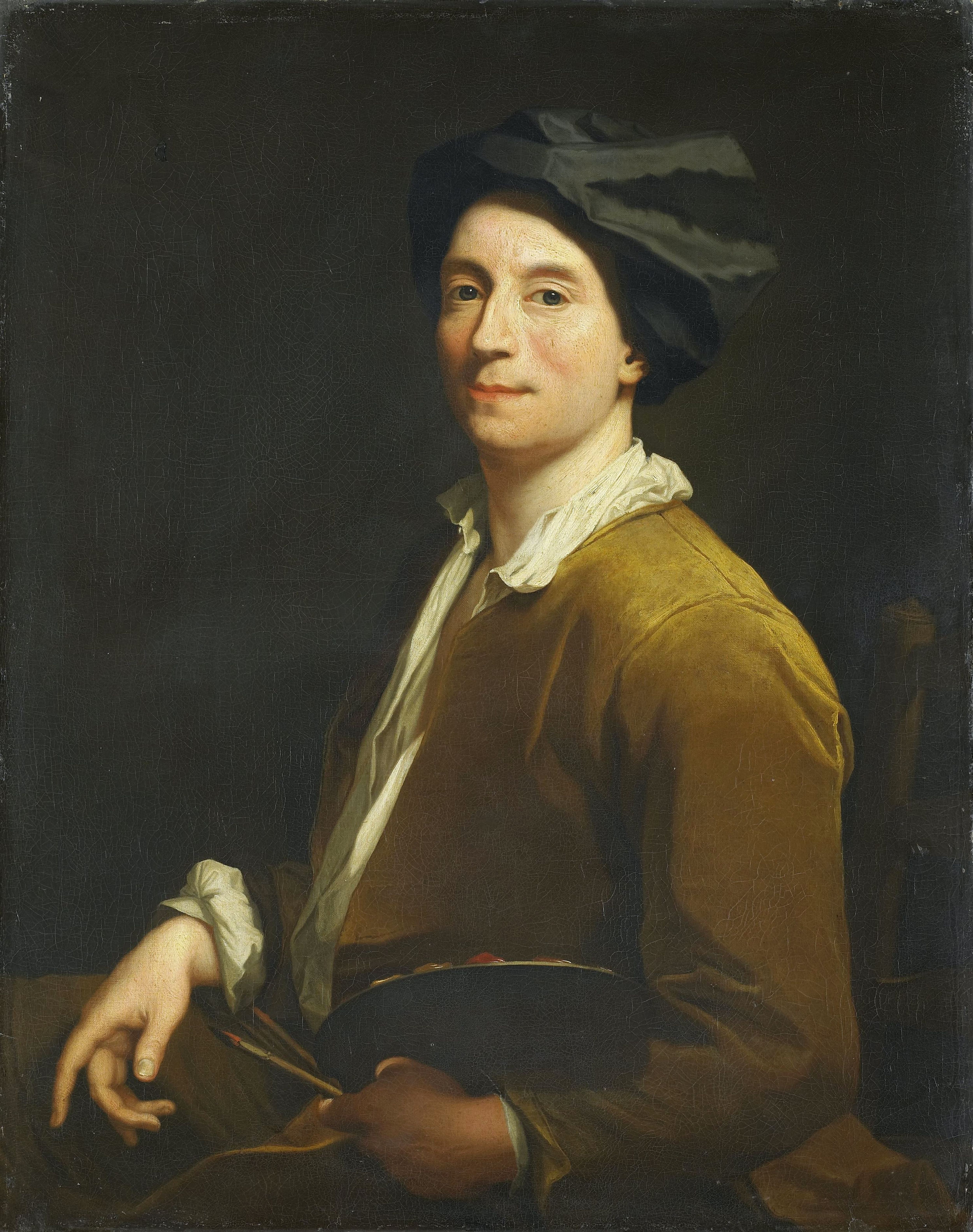
Krzysztof Lubieniecki (1659-1729), malarz

## Rezydencje

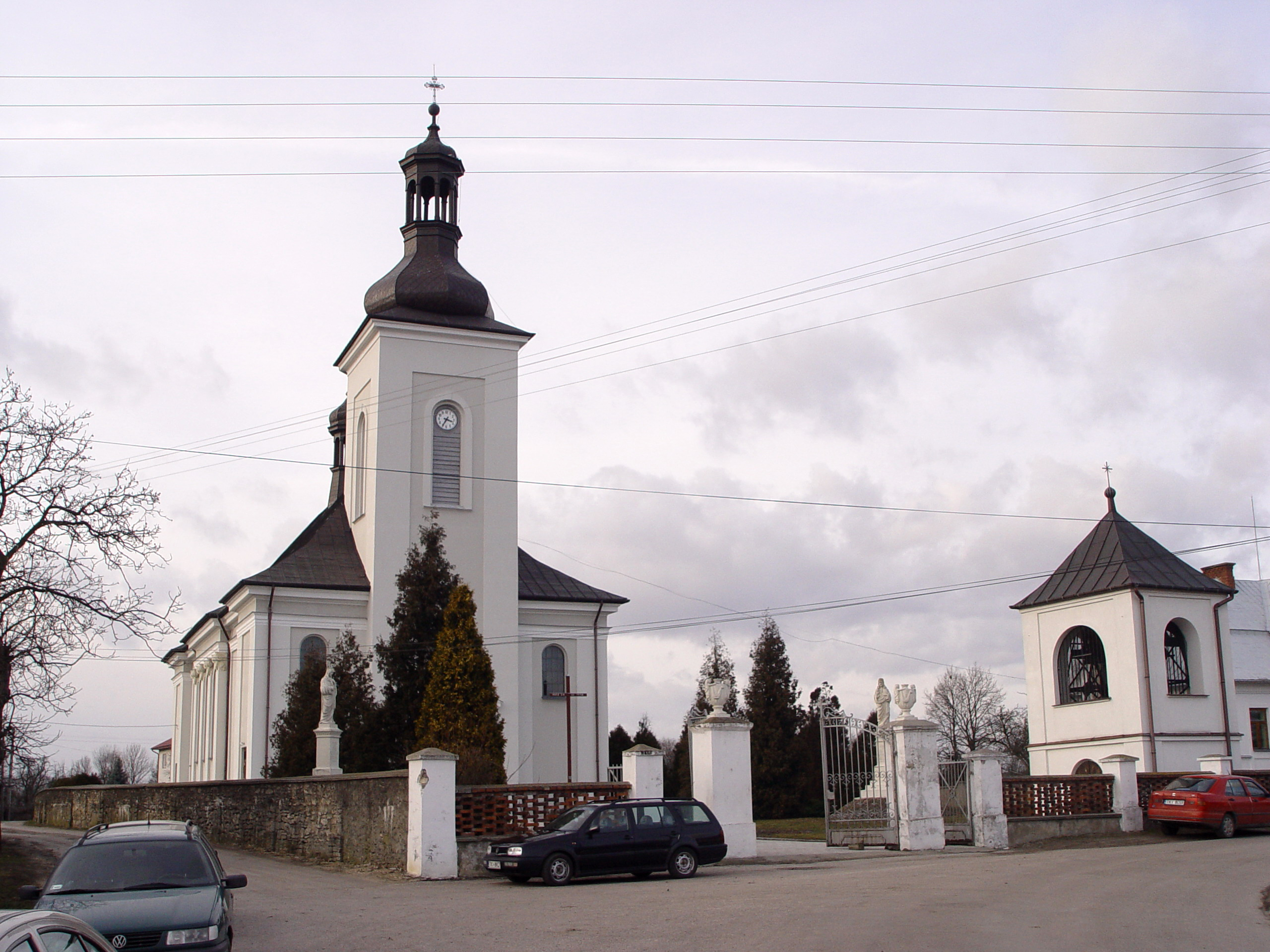
Kościół p.w. św. Stanisława w Balicach koło Buska Zdroju – budynek przekształcony na początku XX w. z pałacu hr. Lubienieckich (z początku XIX w.)
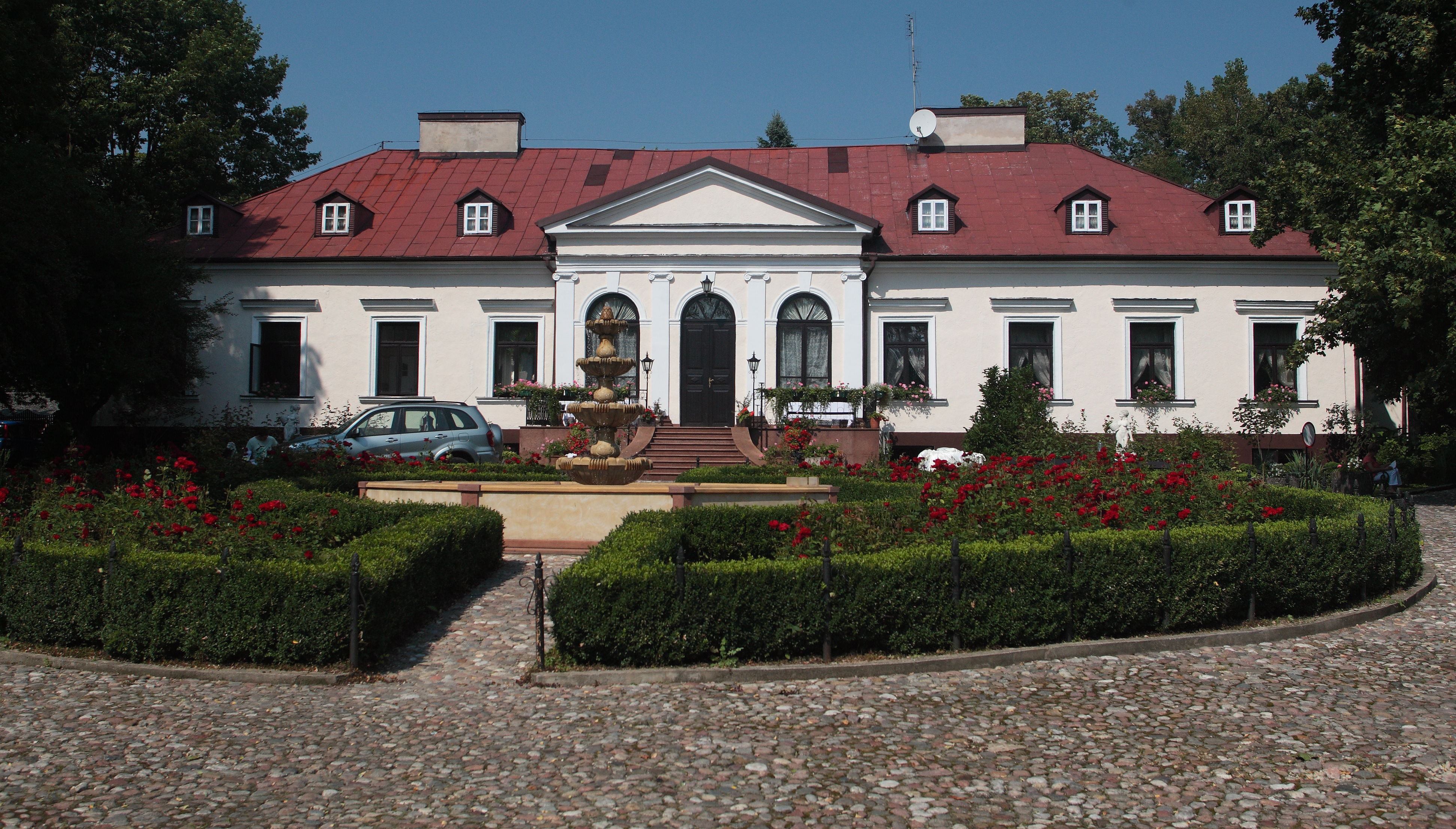
Dwór hr. Lubienieckich w Zameczku w ziemi radomskiej
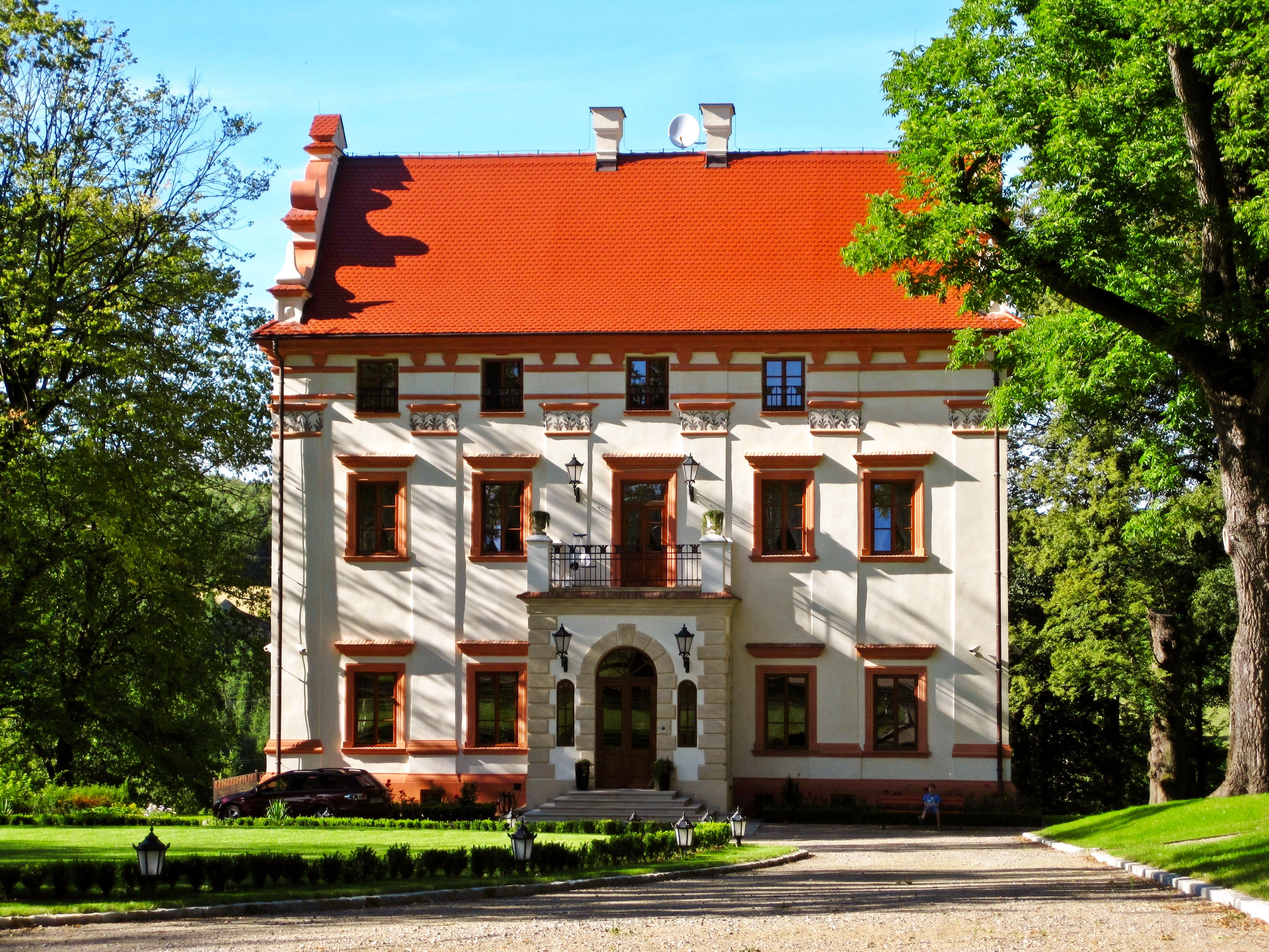
Dwór Jana Tarły w Łękach Górnych przebudowany przez Lubienieckich
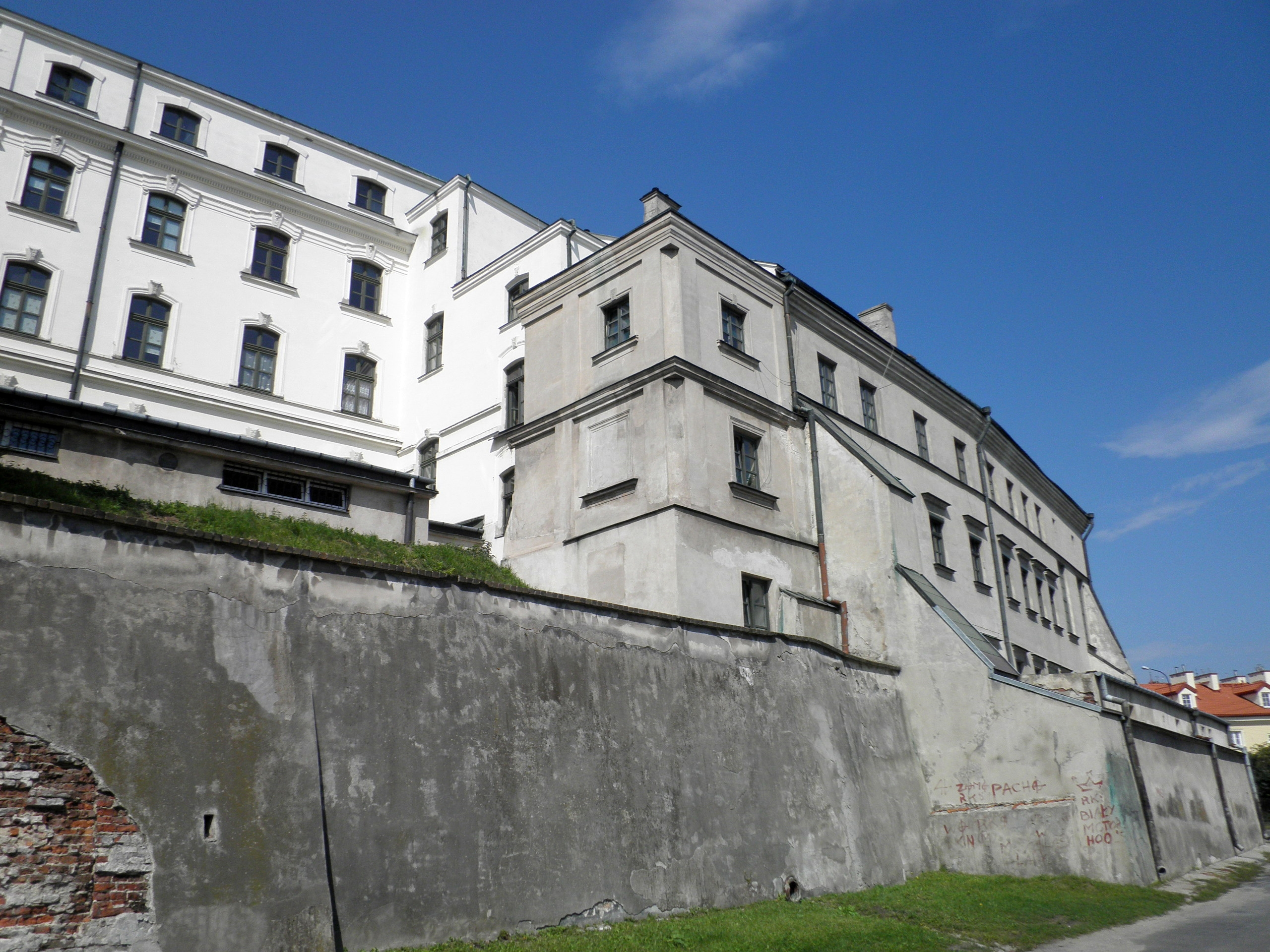
Zabudowania klasztoru misjonarzy w Lublinie, powstałe na bazie XVII-wiecznego miejskiego pałacu Lubienieckich
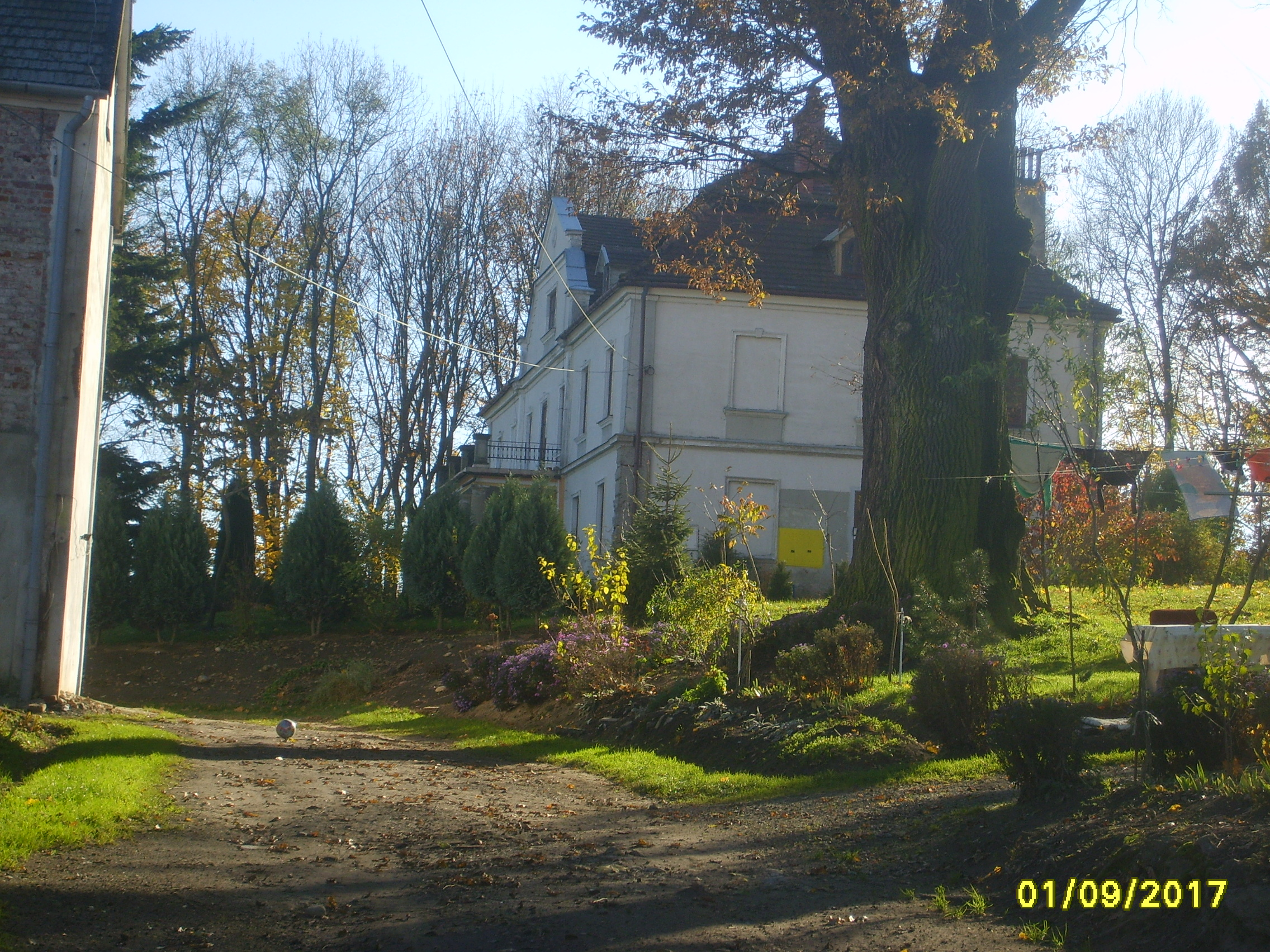
Pałac hr. Lubienieckich w Iwierzycach na Podkarpaciu